# Plan américain

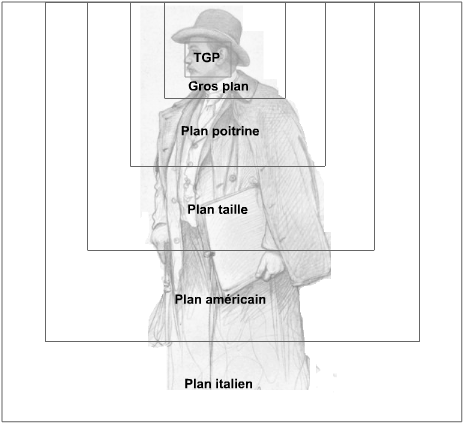
Le plan américain, représenté par rapport aux autres plans.

Le plan américain est une manière de cadrer un personnage ou un groupe de personnages à mi-cuisse, au cinéma comme en photographie.
Il est parfois appelé plan trois-quarts, notamment en photographie, comme le manteau « trois-quarts », qui couvre jusqu'à la même hauteur.

## Historique
Les cinéastes et historiens français l'ont nommé ainsi parce que c'est un plan typique des films américains des années 1910 à 1940 : « ainsi nommé en Europe parce que son emploi fut caractéristique des films de Thomas H. Ince et très remarqué par les cinéastes français ». En 1916, le réalisateur français Léonce Perret mentionne le plan américain comme un cadrage « de la tête au buste » utilisé dans de petites comédies filmées distribuées par la Vitagraph et permettant de limiter l'usage de décors.
Les films de l'époque étaient généralement tournés dans leur intégralité en utilisant un objectif de focale dite « normale ».
Anecdotiquement, dans les westerns, il permettait de voir entièrement le pistolet à la ceinture des acteurs.